# Mate de Boden

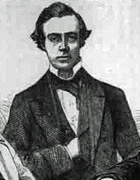
Samuel Boden

O Mate de Boden se caracteriza quando os dois bispos dão xeque-mate no rei através de diagonais que se cruzam. Para que esse mate aconteça, algumas casas de fuga do rei devem estar ocupadas por suas próprias peças. Após o  Rei adversário fazer o roque, normalmente envolve também um sacrifício da Dama em c3 ou c6. 

## História
Seu nome é uma homenagem a Samuel Boden, que primeiro colocou tal xeque-mate em uma partida Schulder-Boden em 1853 em Londres. Seu lote foi assim: 1.e4 e5 2.Cf3 d6 3.c3 f5 4.Bc4 Cf6 5.d4 fxe4 6.dxe5 exf3 7.exf6 Qxf6 8.gxf3 Nc6 9.f4 Bd7 10.Be3 0-0-0 11.Nd2 Re8 12.Qf3 Bf5 13.0-0-0? (erro, melhor foi 13.Bd5) 13...d5! 14.Bxd5? (erro decisivo, permite forçar o tapete; foi melhor 14.Rde1, perdendo a figura) 14...Qxc3+ 15.bxc3 Ba3#, companheiro. A posição final é mostrada no gráfico. No entanto, o esquema já havia sido visto antes, em Horwitz-Popel, Hamburgo 1844.
|   | a | b | c | d | e | f | g | h |   |
| 8 | c8 preto rei · e8 preto torre · h8 preto torre · a7 preto peão · b7 preto peão · c7 preto peão · g7 preto peão · h7 preto peão · c6 preto cavalo · d5 branco bispo · f5 preto bispo · f4 branco peão · a3 preto bispo · c3 branco peão · e3 branco bispo · f3 branco rainha · a2 branco peão · d2 branco cavalo · f2 branco peão · h2 branco peão · c1 branco rei · d1 branco torre · h1 branco torre | c8 preto rei · e8 preto torre · h8 preto torre · a7 preto peão · b7 preto peão · c7 preto peão · g7 preto peão · h7 preto peão · c6 preto cavalo · d5 branco bispo · f5 preto bispo · f4 branco peão · a3 preto bispo · c3 branco peão · e3 branco bispo · f3 branco rainha · a2 branco peão · d2 branco cavalo · f2 branco peão · h2 branco peão · c1 branco rei · d1 branco torre · h1 branco torre | c8 preto rei · e8 preto torre · h8 preto torre · a7 preto peão · b7 preto peão · c7 preto peão · g7 preto peão · h7 preto peão · c6 preto cavalo · d5 branco bispo · f5 preto bispo · f4 branco peão · a3 preto bispo · c3 branco peão · e3 branco bispo · f3 branco rainha · a2 branco peão · d2 branco cavalo · f2 branco peão · h2 branco peão · c1 branco rei · d1 branco torre · h1 branco torre | c8 preto rei · e8 preto torre · h8 preto torre · a7 preto peão · b7 preto peão · c7 preto peão · g7 preto peão · h7 preto peão · c6 preto cavalo · d5 branco bispo · f5 preto bispo · f4 branco peão · a3 preto bispo · c3 branco peão · e3 branco bispo · f3 branco rainha · a2 branco peão · d2 branco cavalo · f2 branco peão · h2 branco peão · c1 branco rei · d1 branco torre · h1 branco torre | c8 preto rei · e8 preto torre · h8 preto torre · a7 preto peão · b7 preto peão · c7 preto peão · g7 preto peão · h7 preto peão · c6 preto cavalo · d5 branco bispo · f5 preto bispo · f4 branco peão · a3 preto bispo · c3 branco peão · e3 branco bispo · f3 branco rainha · a2 branco peão · d2 branco cavalo · f2 branco peão · h2 branco peão · c1 branco rei · d1 branco torre · h1 branco torre | c8 preto rei · e8 preto torre · h8 preto torre · a7 preto peão · b7 preto peão · c7 preto peão · g7 preto peão · h7 preto peão · c6 preto cavalo · d5 branco bispo · f5 preto bispo · f4 branco peão · a3 preto bispo · c3 branco peão · e3 branco bispo · f3 branco rainha · a2 branco peão · d2 branco cavalo · f2 branco peão · h2 branco peão · c1 branco rei · d1 branco torre · h1 branco torre | c8 preto rei · e8 preto torre · h8 preto torre · a7 preto peão · b7 preto peão · c7 preto peão · g7 preto peão · h7 preto peão · c6 preto cavalo · d5 branco bispo · f5 preto bispo · f4 branco peão · a3 preto bispo · c3 branco peão · e3 branco bispo · f3 branco rainha · a2 branco peão · d2 branco cavalo · f2 branco peão · h2 branco peão · c1 branco rei · d1 branco torre · h1 branco torre | c8 preto rei · e8 preto torre · h8 preto torre · a7 preto peão · b7 preto peão · c7 preto peão · g7 preto peão · h7 preto peão · c6 preto cavalo · d5 branco bispo · f5 preto bispo · f4 branco peão · a3 preto bispo · c3 branco peão · e3 branco bispo · f3 branco rainha · a2 branco peão · d2 branco cavalo · f2 branco peão · h2 branco peão · c1 branco rei · d1 branco torre · h1 branco torre | 8 |
| 7 | c8 preto rei · e8 preto torre · h8 preto torre · a7 preto peão · b7 preto peão · c7 preto peão · g7 preto peão · h7 preto peão · c6 preto cavalo · d5 branco bispo · f5 preto bispo · f4 branco peão · a3 preto bispo · c3 branco peão · e3 branco bispo · f3 branco rainha · a2 branco peão · d2 branco cavalo · f2 branco peão · h2 branco peão · c1 branco rei · d1 branco torre · h1 branco torre | c8 preto rei · e8 preto torre · h8 preto torre · a7 preto peão · b7 preto peão · c7 preto peão · g7 preto peão · h7 preto peão · c6 preto cavalo · d5 branco bispo · f5 preto bispo · f4 branco peão · a3 preto bispo · c3 branco peão · e3 branco bispo · f3 branco rainha · a2 branco peão · d2 branco cavalo · f2 branco peão · h2 branco peão · c1 branco rei · d1 branco torre · h1 branco torre | c8 preto rei · e8 preto torre · h8 preto torre · a7 preto peão · b7 preto peão · c7 preto peão · g7 preto peão · h7 preto peão · c6 preto cavalo · d5 branco bispo · f5 preto bispo · f4 branco peão · a3 preto bispo · c3 branco peão · e3 branco bispo · f3 branco rainha · a2 branco peão · d2 branco cavalo · f2 branco peão · h2 branco peão · c1 branco rei · d1 branco torre · h1 branco torre | c8 preto rei · e8 preto torre · h8 preto torre · a7 preto peão · b7 preto peão · c7 preto peão · g7 preto peão · h7 preto peão · c6 preto cavalo · d5 branco bispo · f5 preto bispo · f4 branco peão · a3 preto bispo · c3 branco peão · e3 branco bispo · f3 branco rainha · a2 branco peão · d2 branco cavalo · f2 branco peão · h2 branco peão · c1 branco rei · d1 branco torre · h1 branco torre | c8 preto rei · e8 preto torre · h8 preto torre · a7 preto peão · b7 preto peão · c7 preto peão · g7 preto peão · h7 preto peão · c6 preto cavalo · d5 branco bispo · f5 preto bispo · f4 branco peão · a3 preto bispo · c3 branco peão · e3 branco bispo · f3 branco rainha · a2 branco peão · d2 branco cavalo · f2 branco peão · h2 branco peão · c1 branco rei · d1 branco torre · h1 branco torre | c8 preto rei · e8 preto torre · h8 preto torre · a7 preto peão · b7 preto peão · c7 preto peão · g7 preto peão · h7 preto peão · c6 preto cavalo · d5 branco bispo · f5 preto bispo · f4 branco peão · a3 preto bispo · c3 branco peão · e3 branco bispo · f3 branco rainha · a2 branco peão · d2 branco cavalo · f2 branco peão · h2 branco peão · c1 branco rei · d1 branco torre · h1 branco torre | c8 preto rei · e8 preto torre · h8 preto torre · a7 preto peão · b7 preto peão · c7 preto peão · g7 preto peão · h7 preto peão · c6 preto cavalo · d5 branco bispo · f5 preto bispo · f4 branco peão · a3 preto bispo · c3 branco peão · e3 branco bispo · f3 branco rainha · a2 branco peão · d2 branco cavalo · f2 branco peão · h2 branco peão · c1 branco rei · d1 branco torre · h1 branco torre | c8 preto rei · e8 preto torre · h8 preto torre · a7 preto peão · b7 preto peão · c7 preto peão · g7 preto peão · h7 preto peão · c6 preto cavalo · d5 branco bispo · f5 preto bispo · f4 branco peão · a3 preto bispo · c3 branco peão · e3 branco bispo · f3 branco rainha · a2 branco peão · d2 branco cavalo · f2 branco peão · h2 branco peão · c1 branco rei · d1 branco torre · h1 branco torre | 7 |
| 6 | c8 preto rei · e8 preto torre · h8 preto torre · a7 preto peão · b7 preto peão · c7 preto peão · g7 preto peão · h7 preto peão · c6 preto cavalo · d5 branco bispo · f5 preto bispo · f4 branco peão · a3 preto bispo · c3 branco peão · e3 branco bispo · f3 branco rainha · a2 branco peão · d2 branco cavalo · f2 branco peão · h2 branco peão · c1 branco rei · d1 branco torre · h1 branco torre | c8 preto rei · e8 preto torre · h8 preto torre · a7 preto peão · b7 preto peão · c7 preto peão · g7 preto peão · h7 preto peão · c6 preto cavalo · d5 branco bispo · f5 preto bispo · f4 branco peão · a3 preto bispo · c3 branco peão · e3 branco bispo · f3 branco rainha · a2 branco peão · d2 branco cavalo · f2 branco peão · h2 branco peão · c1 branco rei · d1 branco torre · h1 branco torre | c8 preto rei · e8 preto torre · h8 preto torre · a7 preto peão · b7 preto peão · c7 preto peão · g7 preto peão · h7 preto peão · c6 preto cavalo · d5 branco bispo · f5 preto bispo · f4 branco peão · a3 preto bispo · c3 branco peão · e3 branco bispo · f3 branco rainha · a2 branco peão · d2 branco cavalo · f2 branco peão · h2 branco peão · c1 branco rei · d1 branco torre · h1 branco torre | c8 preto rei · e8 preto torre · h8 preto torre · a7 preto peão · b7 preto peão · c7 preto peão · g7 preto peão · h7 preto peão · c6 preto cavalo · d5 branco bispo · f5 preto bispo · f4 branco peão · a3 preto bispo · c3 branco peão · e3 branco bispo · f3 branco rainha · a2 branco peão · d2 branco cavalo · f2 branco peão · h2 branco peão · c1 branco rei · d1 branco torre · h1 branco torre | c8 preto rei · e8 preto torre · h8 preto torre · a7 preto peão · b7 preto peão · c7 preto peão · g7 preto peão · h7 preto peão · c6 preto cavalo · d5 branco bispo · f5 preto bispo · f4 branco peão · a3 preto bispo · c3 branco peão · e3 branco bispo · f3 branco rainha · a2 branco peão · d2 branco cavalo · f2 branco peão · h2 branco peão · c1 branco rei · d1 branco torre · h1 branco torre | c8 preto rei · e8 preto torre · h8 preto torre · a7 preto peão · b7 preto peão · c7 preto peão · g7 preto peão · h7 preto peão · c6 preto cavalo · d5 branco bispo · f5 preto bispo · f4 branco peão · a3 preto bispo · c3 branco peão · e3 branco bispo · f3 branco rainha · a2 branco peão · d2 branco cavalo · f2 branco peão · h2 branco peão · c1 branco rei · d1 branco torre · h1 branco torre | c8 preto rei · e8 preto torre · h8 preto torre · a7 preto peão · b7 preto peão · c7 preto peão · g7 preto peão · h7 preto peão · c6 preto cavalo · d5 branco bispo · f5 preto bispo · f4 branco peão · a3 preto bispo · c3 branco peão · e3 branco bispo · f3 branco rainha · a2 branco peão · d2 branco cavalo · f2 branco peão · h2 branco peão · c1 branco rei · d1 branco torre · h1 branco torre | c8 preto rei · e8 preto torre · h8 preto torre · a7 preto peão · b7 preto peão · c7 preto peão · g7 preto peão · h7 preto peão · c6 preto cavalo · d5 branco bispo · f5 preto bispo · f4 branco peão · a3 preto bispo · c3 branco peão · e3 branco bispo · f3 branco rainha · a2 branco peão · d2 branco cavalo · f2 branco peão · h2 branco peão · c1 branco rei · d1 branco torre · h1 branco torre | 6 |
| 5 | c8 preto rei · e8 preto torre · h8 preto torre · a7 preto peão · b7 preto peão · c7 preto peão · g7 preto peão · h7 preto peão · c6 preto cavalo · d5 branco bispo · f5 preto bispo · f4 branco peão · a3 preto bispo · c3 branco peão · e3 branco bispo · f3 branco rainha · a2 branco peão · d2 branco cavalo · f2 branco peão · h2 branco peão · c1 branco rei · d1 branco torre · h1 branco torre | c8 preto rei · e8 preto torre · h8 preto torre · a7 preto peão · b7 preto peão · c7 preto peão · g7 preto peão · h7 preto peão · c6 preto cavalo · d5 branco bispo · f5 preto bispo · f4 branco peão · a3 preto bispo · c3 branco peão · e3 branco bispo · f3 branco rainha · a2 branco peão · d2 branco cavalo · f2 branco peão · h2 branco peão · c1 branco rei · d1 branco torre · h1 branco torre | c8 preto rei · e8 preto torre · h8 preto torre · a7 preto peão · b7 preto peão · c7 preto peão · g7 preto peão · h7 preto peão · c6 preto cavalo · d5 branco bispo · f5 preto bispo · f4 branco peão · a3 preto bispo · c3 branco peão · e3 branco bispo · f3 branco rainha · a2 branco peão · d2 branco cavalo · f2 branco peão · h2 branco peão · c1 branco rei · d1 branco torre · h1 branco torre | c8 preto rei · e8 preto torre · h8 preto torre · a7 preto peão · b7 preto peão · c7 preto peão · g7 preto peão · h7 preto peão · c6 preto cavalo · d5 branco bispo · f5 preto bispo · f4 branco peão · a3 preto bispo · c3 branco peão · e3 branco bispo · f3 branco rainha · a2 branco peão · d2 branco cavalo · f2 branco peão · h2 branco peão · c1 branco rei · d1 branco torre · h1 branco torre | c8 preto rei · e8 preto torre · h8 preto torre · a7 preto peão · b7 preto peão · c7 preto peão · g7 preto peão · h7 preto peão · c6 preto cavalo · d5 branco bispo · f5 preto bispo · f4 branco peão · a3 preto bispo · c3 branco peão · e3 branco bispo · f3 branco rainha · a2 branco peão · d2 branco cavalo · f2 branco peão · h2 branco peão · c1 branco rei · d1 branco torre · h1 branco torre | c8 preto rei · e8 preto torre · h8 preto torre · a7 preto peão · b7 preto peão · c7 preto peão · g7 preto peão · h7 preto peão · c6 preto cavalo · d5 branco bispo · f5 preto bispo · f4 branco peão · a3 preto bispo · c3 branco peão · e3 branco bispo · f3 branco rainha · a2 branco peão · d2 branco cavalo · f2 branco peão · h2 branco peão · c1 branco rei · d1 branco torre · h1 branco torre | c8 preto rei · e8 preto torre · h8 preto torre · a7 preto peão · b7 preto peão · c7 preto peão · g7 preto peão · h7 preto peão · c6 preto cavalo · d5 branco bispo · f5 preto bispo · f4 branco peão · a3 preto bispo · c3 branco peão · e3 branco bispo · f3 branco rainha · a2 branco peão · d2 branco cavalo · f2 branco peão · h2 branco peão · c1 branco rei · d1 branco torre · h1 branco torre | c8 preto rei · e8 preto torre · h8 preto torre · a7 preto peão · b7 preto peão · c7 preto peão · g7 preto peão · h7 preto peão · c6 preto cavalo · d5 branco bispo · f5 preto bispo · f4 branco peão · a3 preto bispo · c3 branco peão · e3 branco bispo · f3 branco rainha · a2 branco peão · d2 branco cavalo · f2 branco peão · h2 branco peão · c1 branco rei · d1 branco torre · h1 branco torre | 5 |
| 4 | c8 preto rei · e8 preto torre · h8 preto torre · a7 preto peão · b7 preto peão · c7 preto peão · g7 preto peão · h7 preto peão · c6 preto cavalo · d5 branco bispo · f5 preto bispo · f4 branco peão · a3 preto bispo · c3 branco peão · e3 branco bispo · f3 branco rainha · a2 branco peão · d2 branco cavalo · f2 branco peão · h2 branco peão · c1 branco rei · d1 branco torre · h1 branco torre | c8 preto rei · e8 preto torre · h8 preto torre · a7 preto peão · b7 preto peão · c7 preto peão · g7 preto peão · h7 preto peão · c6 preto cavalo · d5 branco bispo · f5 preto bispo · f4 branco peão · a3 preto bispo · c3 branco peão · e3 branco bispo · f3 branco rainha · a2 branco peão · d2 branco cavalo · f2 branco peão · h2 branco peão · c1 branco rei · d1 branco torre · h1 branco torre | c8 preto rei · e8 preto torre · h8 preto torre · a7 preto peão · b7 preto peão · c7 preto peão · g7 preto peão · h7 preto peão · c6 preto cavalo · d5 branco bispo · f5 preto bispo · f4 branco peão · a3 preto bispo · c3 branco peão · e3 branco bispo · f3 branco rainha · a2 branco peão · d2 branco cavalo · f2 branco peão · h2 branco peão · c1 branco rei · d1 branco torre · h1 branco torre | c8 preto rei · e8 preto torre · h8 preto torre · a7 preto peão · b7 preto peão · c7 preto peão · g7 preto peão · h7 preto peão · c6 preto cavalo · d5 branco bispo · f5 preto bispo · f4 branco peão · a3 preto bispo · c3 branco peão · e3 branco bispo · f3 branco rainha · a2 branco peão · d2 branco cavalo · f2 branco peão · h2 branco peão · c1 branco rei · d1 branco torre · h1 branco torre | c8 preto rei · e8 preto torre · h8 preto torre · a7 preto peão · b7 preto peão · c7 preto peão · g7 preto peão · h7 preto peão · c6 preto cavalo · d5 branco bispo · f5 preto bispo · f4 branco peão · a3 preto bispo · c3 branco peão · e3 branco bispo · f3 branco rainha · a2 branco peão · d2 branco cavalo · f2 branco peão · h2 branco peão · c1 branco rei · d1 branco torre · h1 branco torre | c8 preto rei · e8 preto torre · h8 preto torre · a7 preto peão · b7 preto peão · c7 preto peão · g7 preto peão · h7 preto peão · c6 preto cavalo · d5 branco bispo · f5 preto bispo · f4 branco peão · a3 preto bispo · c3 branco peão · e3 branco bispo · f3 branco rainha · a2 branco peão · d2 branco cavalo · f2 branco peão · h2 branco peão · c1 branco rei · d1 branco torre · h1 branco torre | c8 preto rei · e8 preto torre · h8 preto torre · a7 preto peão · b7 preto peão · c7 preto peão · g7 preto peão · h7 preto peão · c6 preto cavalo · d5 branco bispo · f5 preto bispo · f4 branco peão · a3 preto bispo · c3 branco peão · e3 branco bispo · f3 branco rainha · a2 branco peão · d2 branco cavalo · f2 branco peão · h2 branco peão · c1 branco rei · d1 branco torre · h1 branco torre | c8 preto rei · e8 preto torre · h8 preto torre · a7 preto peão · b7 preto peão · c7 preto peão · g7 preto peão · h7 preto peão · c6 preto cavalo · d5 branco bispo · f5 preto bispo · f4 branco peão · a3 preto bispo · c3 branco peão · e3 branco bispo · f3 branco rainha · a2 branco peão · d2 branco cavalo · f2 branco peão · h2 branco peão · c1 branco rei · d1 branco torre · h1 branco torre | 4 |
| 3 | c8 preto rei · e8 preto torre · h8 preto torre · a7 preto peão · b7 preto peão · c7 preto peão · g7 preto peão · h7 preto peão · c6 preto cavalo · d5 branco bispo · f5 preto bispo · f4 branco peão · a3 preto bispo · c3 branco peão · e3 branco bispo · f3 branco rainha · a2 branco peão · d2 branco cavalo · f2 branco peão · h2 branco peão · c1 branco rei · d1 branco torre · h1 branco torre | c8 preto rei · e8 preto torre · h8 preto torre · a7 preto peão · b7 preto peão · c7 preto peão · g7 preto peão · h7 preto peão · c6 preto cavalo · d5 branco bispo · f5 preto bispo · f4 branco peão · a3 preto bispo · c3 branco peão · e3 branco bispo · f3 branco rainha · a2 branco peão · d2 branco cavalo · f2 branco peão · h2 branco peão · c1 branco rei · d1 branco torre · h1 branco torre | c8 preto rei · e8 preto torre · h8 preto torre · a7 preto peão · b7 preto peão · c7 preto peão · g7 preto peão · h7 preto peão · c6 preto cavalo · d5 branco bispo · f5 preto bispo · f4 branco peão · a3 preto bispo · c3 branco peão · e3 branco bispo · f3 branco rainha · a2 branco peão · d2 branco cavalo · f2 branco peão · h2 branco peão · c1 branco rei · d1 branco torre · h1 branco torre | c8 preto rei · e8 preto torre · h8 preto torre · a7 preto peão · b7 preto peão · c7 preto peão · g7 preto peão · h7 preto peão · c6 preto cavalo · d5 branco bispo · f5 preto bispo · f4 branco peão · a3 preto bispo · c3 branco peão · e3 branco bispo · f3 branco rainha · a2 branco peão · d2 branco cavalo · f2 branco peão · h2 branco peão · c1 branco rei · d1 branco torre · h1 branco torre | c8 preto rei · e8 preto torre · h8 preto torre · a7 preto peão · b7 preto peão · c7 preto peão · g7 preto peão · h7 preto peão · c6 preto cavalo · d5 branco bispo · f5 preto bispo · f4 branco peão · a3 preto bispo · c3 branco peão · e3 branco bispo · f3 branco rainha · a2 branco peão · d2 branco cavalo · f2 branco peão · h2 branco peão · c1 branco rei · d1 branco torre · h1 branco torre | c8 preto rei · e8 preto torre · h8 preto torre · a7 preto peão · b7 preto peão · c7 preto peão · g7 preto peão · h7 preto peão · c6 preto cavalo · d5 branco bispo · f5 preto bispo · f4 branco peão · a3 preto bispo · c3 branco peão · e3 branco bispo · f3 branco rainha · a2 branco peão · d2 branco cavalo · f2 branco peão · h2 branco peão · c1 branco rei · d1 branco torre · h1 branco torre | c8 preto rei · e8 preto torre · h8 preto torre · a7 preto peão · b7 preto peão · c7 preto peão · g7 preto peão · h7 preto peão · c6 preto cavalo · d5 branco bispo · f5 preto bispo · f4 branco peão · a3 preto bispo · c3 branco peão · e3 branco bispo · f3 branco rainha · a2 branco peão · d2 branco cavalo · f2 branco peão · h2 branco peão · c1 branco rei · d1 branco torre · h1 branco torre | c8 preto rei · e8 preto torre · h8 preto torre · a7 preto peão · b7 preto peão · c7 preto peão · g7 preto peão · h7 preto peão · c6 preto cavalo · d5 branco bispo · f5 preto bispo · f4 branco peão · a3 preto bispo · c3 branco peão · e3 branco bispo · f3 branco rainha · a2 branco peão · d2 branco cavalo · f2 branco peão · h2 branco peão · c1 branco rei · d1 branco torre · h1 branco torre | 3 |
| 2 | c8 preto rei · e8 preto torre · h8 preto torre · a7 preto peão · b7 preto peão · c7 preto peão · g7 preto peão · h7 preto peão · c6 preto cavalo · d5 branco bispo · f5 preto bispo · f4 branco peão · a3 preto bispo · c3 branco peão · e3 branco bispo · f3 branco rainha · a2 branco peão · d2 branco cavalo · f2 branco peão · h2 branco peão · c1 branco rei · d1 branco torre · h1 branco torre | c8 preto rei · e8 preto torre · h8 preto torre · a7 preto peão · b7 preto peão · c7 preto peão · g7 preto peão · h7 preto peão · c6 preto cavalo · d5 branco bispo · f5 preto bispo · f4 branco peão · a3 preto bispo · c3 branco peão · e3 branco bispo · f3 branco rainha · a2 branco peão · d2 branco cavalo · f2 branco peão · h2 branco peão · c1 branco rei · d1 branco torre · h1 branco torre | c8 preto rei · e8 preto torre · h8 preto torre · a7 preto peão · b7 preto peão · c7 preto peão · g7 preto peão · h7 preto peão · c6 preto cavalo · d5 branco bispo · f5 preto bispo · f4 branco peão · a3 preto bispo · c3 branco peão · e3 branco bispo · f3 branco rainha · a2 branco peão · d2 branco cavalo · f2 branco peão · h2 branco peão · c1 branco rei · d1 branco torre · h1 branco torre | c8 preto rei · e8 preto torre · h8 preto torre · a7 preto peão · b7 preto peão · c7 preto peão · g7 preto peão · h7 preto peão · c6 preto cavalo · d5 branco bispo · f5 preto bispo · f4 branco peão · a3 preto bispo · c3 branco peão · e3 branco bispo · f3 branco rainha · a2 branco peão · d2 branco cavalo · f2 branco peão · h2 branco peão · c1 branco rei · d1 branco torre · h1 branco torre | c8 preto rei · e8 preto torre · h8 preto torre · a7 preto peão · b7 preto peão · c7 preto peão · g7 preto peão · h7 preto peão · c6 preto cavalo · d5 branco bispo · f5 preto bispo · f4 branco peão · a3 preto bispo · c3 branco peão · e3 branco bispo · f3 branco rainha · a2 branco peão · d2 branco cavalo · f2 branco peão · h2 branco peão · c1 branco rei · d1 branco torre · h1 branco torre | c8 preto rei · e8 preto torre · h8 preto torre · a7 preto peão · b7 preto peão · c7 preto peão · g7 preto peão · h7 preto peão · c6 preto cavalo · d5 branco bispo · f5 preto bispo · f4 branco peão · a3 preto bispo · c3 branco peão · e3 branco bispo · f3 branco rainha · a2 branco peão · d2 branco cavalo · f2 branco peão · h2 branco peão · c1 branco rei · d1 branco torre · h1 branco torre | c8 preto rei · e8 preto torre · h8 preto torre · a7 preto peão · b7 preto peão · c7 preto peão · g7 preto peão · h7 preto peão · c6 preto cavalo · d5 branco bispo · f5 preto bispo · f4 branco peão · a3 preto bispo · c3 branco peão · e3 branco bispo · f3 branco rainha · a2 branco peão · d2 branco cavalo · f2 branco peão · h2 branco peão · c1 branco rei · d1 branco torre · h1 branco torre | c8 preto rei · e8 preto torre · h8 preto torre · a7 preto peão · b7 preto peão · c7 preto peão · g7 preto peão · h7 preto peão · c6 preto cavalo · d5 branco bispo · f5 preto bispo · f4 branco peão · a3 preto bispo · c3 branco peão · e3 branco bispo · f3 branco rainha · a2 branco peão · d2 branco cavalo · f2 branco peão · h2 branco peão · c1 branco rei · d1 branco torre · h1 branco torre | 2 |
| 1 | c8 preto rei · e8 preto torre · h8 preto torre · a7 preto peão · b7 preto peão · c7 preto peão · g7 preto peão · h7 preto peão · c6 preto cavalo · d5 branco bispo · f5 preto bispo · f4 branco peão · a3 preto bispo · c3 branco peão · e3 branco bispo · f3 branco rainha · a2 branco peão · d2 branco cavalo · f2 branco peão · h2 branco peão · c1 branco rei · d1 branco torre · h1 branco torre | c8 preto rei · e8 preto torre · h8 preto torre · a7 preto peão · b7 preto peão · c7 preto peão · g7 preto peão · h7 preto peão · c6 preto cavalo · d5 branco bispo · f5 preto bispo · f4 branco peão · a3 preto bispo · c3 branco peão · e3 branco bispo · f3 branco rainha · a2 branco peão · d2 branco cavalo · f2 branco peão · h2 branco peão · c1 branco rei · d1 branco torre · h1 branco torre | c8 preto rei · e8 preto torre · h8 preto torre · a7 preto peão · b7 preto peão · c7 preto peão · g7 preto peão · h7 preto peão · c6 preto cavalo · d5 branco bispo · f5 preto bispo · f4 branco peão · a3 preto bispo · c3 branco peão · e3 branco bispo · f3 branco rainha · a2 branco peão · d2 branco cavalo · f2 branco peão · h2 branco peão · c1 branco rei · d1 branco torre · h1 branco torre | c8 preto rei · e8 preto torre · h8 preto torre · a7 preto peão · b7 preto peão · c7 preto peão · g7 preto peão · h7 preto peão · c6 preto cavalo · d5 branco bispo · f5 preto bispo · f4 branco peão · a3 preto bispo · c3 branco peão · e3 branco bispo · f3 branco rainha · a2 branco peão · d2 branco cavalo · f2 branco peão · h2 branco peão · c1 branco rei · d1 branco torre · h1 branco torre | c8 preto rei · e8 preto torre · h8 preto torre · a7 preto peão · b7 preto peão · c7 preto peão · g7 preto peão · h7 preto peão · c6 preto cavalo · d5 branco bispo · f5 preto bispo · f4 branco peão · a3 preto bispo · c3 branco peão · e3 branco bispo · f3 branco rainha · a2 branco peão · d2 branco cavalo · f2 branco peão · h2 branco peão · c1 branco rei · d1 branco torre · h1 branco torre | c8 preto rei · e8 preto torre · h8 preto torre · a7 preto peão · b7 preto peão · c7 preto peão · g7 preto peão · h7 preto peão · c6 preto cavalo · d5 branco bispo · f5 preto bispo · f4 branco peão · a3 preto bispo · c3 branco peão · e3 branco bispo · f3 branco rainha · a2 branco peão · d2 branco cavalo · f2 branco peão · h2 branco peão · c1 branco rei · d1 branco torre · h1 branco torre | c8 preto rei · e8 preto torre · h8 preto torre · a7 preto peão · b7 preto peão · c7 preto peão · g7 preto peão · h7 preto peão · c6 preto cavalo · d5 branco bispo · f5 preto bispo · f4 branco peão · a3 preto bispo · c3 branco peão · e3 branco bispo · f3 branco rainha · a2 branco peão · d2 branco cavalo · f2 branco peão · h2 branco peão · c1 branco rei · d1 branco torre · h1 branco torre | c8 preto rei · e8 preto torre · h8 preto torre · a7 preto peão · b7 preto peão · c7 preto peão · g7 preto peão · h7 preto peão · c6 preto cavalo · d5 branco bispo · f5 preto bispo · f4 branco peão · a3 preto bispo · c3 branco peão · e3 branco bispo · f3 branco rainha · a2 branco peão · d2 branco cavalo · f2 branco peão · h2 branco peão · c1 branco rei · d1 branco torre · h1 branco torre | 1 |
|   | a | b | c | d | e | f | g | h |   |